# Turrialba
Turrialba je aktivní sopka ve centrální Kostarice, nacházející se asi 35 km severovýchodně od hlavního města San José. Stratovulkán dosahuje výšky 3 340 m. Vrcholovou část tvoří tři krátery, přičemž v jednom se vyskytují fumaroly. Nejbližší sousední sopkou je rovněž aktivní stratovulkán Irazú, rozkládající se 10 km jihozápadním směrem.